# 十三騎神社

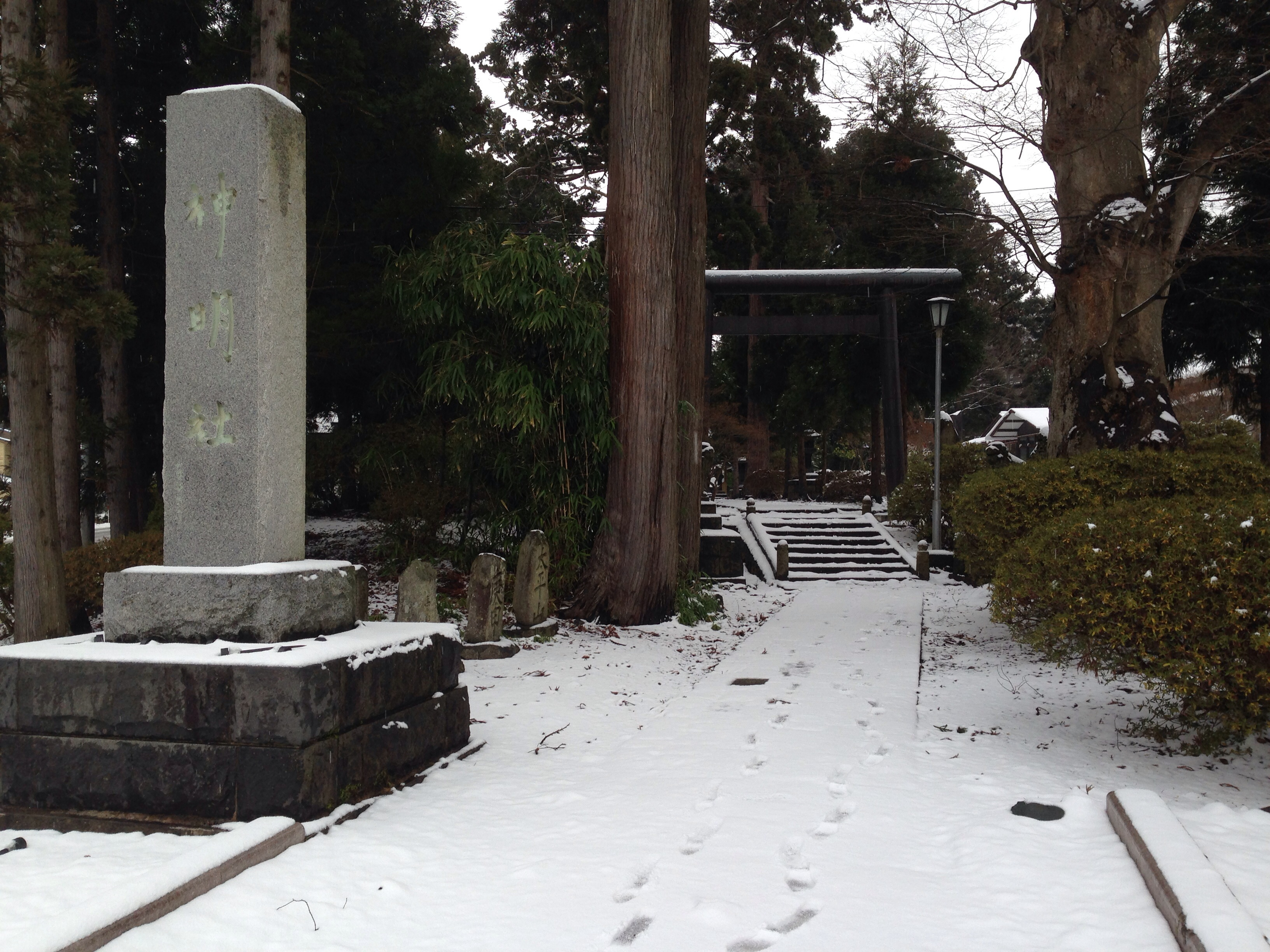
神明社入り口（境内に当社がある）

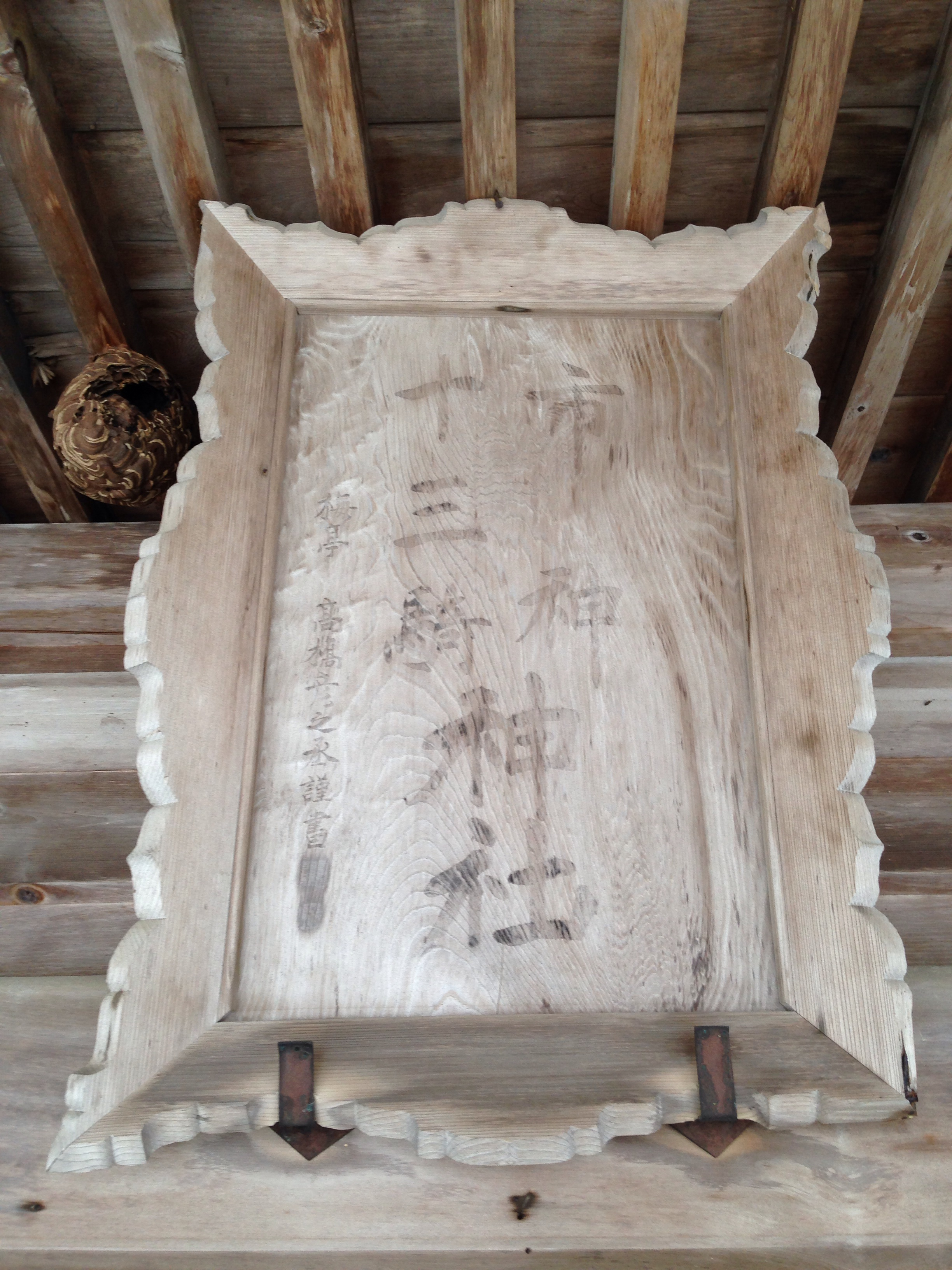
当社拝殿上部の社号額

十三騎神社（じゅうさんきじんじゃ）は、秋田県南秋田郡五城目町にある神社。北弾正とその家臣12名の計13人を祀る。五城目神明社の一角にある。

## 概要
五城目町に変事がある際は、白馬が鈴を鳴らしながら知らせるという伝説がある（「十三騎縁起」）。特に火事の際に現れると言われ、火伏の神の性質が大きい。
その由緒は1588年（天正16年）の秋田氏内乱・湊合戦にはじまる。この戦いの中で秋田方を裏切り南部氏についた比内郡の三浦秀兼（五城目兵庫）が、内乱収束後に秋田実季より攻められたため、北弾正は救援に赴いた。しかし敗れて五城目まで落ち延びたが、五城目が秋田勢によって占拠されていたため、この地にある神明社の後ろの立腹池で家臣12名と自害した。この霊魂が怪をなしたため、神社を建て祀ったのがこの神社であると伝わる。また北弾正の遺臣・佐々木監物が宮司になったという。ただし北弾正は多くの書物で、五城目に落ち延びることなく戦いの中で戦死したとされている。
御神体として十三騎の木像を有していたが、宮司の佐々木家が神官を辞した際に持ち去り、佐々木家の氏神として同家が祀っている。

## 祭神
十三騎
- 北弾正 - 北信愛の一族。系譜関係は説話・伝承によって異なるが、信愛の弟という場合が多い。
- 戸沢惣助
- 中屋敷小三郎（中屋鋪小三郎）
- 相坂顕明
- 杉沢鶴助（杉沢庄助）
- 黒瀬喜蔵
- 大槌大助
- 山口喜四郎
- 岩間伴内
- 高森与惣
- 田子助九郎
- 関根孫八
- 四戸又次郎

## 所在地
- 秋田県南秋田郡五城目町字神明前115 （神明社境内）